# I Nomadi cantano Guccini
I Nomadi cantano Guccini è un album raccolta del gruppo musicale Nomadi pubblicato in Italia dalla Columbia; contiene brani di Francesco Guccini da loro interpretati nel periodo dal 1966 al 1968.

## Tracce
1. Per fare un uomo   (2' 50")
2. Noi   (1' 56")
3. Giorno d'estate   (3' 23")
4. Dio è morto   (2' 42")
5. Il disgelo   (2' 16")
6. Un figlio dei fiori non pensa al domani   (3' 05")
7. Ophelia   (3' 19")
8. È giorno ancora   (1' 55")
9. Per quando è tardi   (3' 01")
10. Per quando noi non ci saremo   (1' 39")
11. Canzone per un'amica   (2' 59")
12. Noi non ci saremo   (2' 41")

## Formazione
- Augusto Daolio - voce
- Beppe Carletti - tastiere
- Franco Midili - chitarre
- Gianni Coron - basso
- Bila Copellini - batteria